# Ziemia liwska

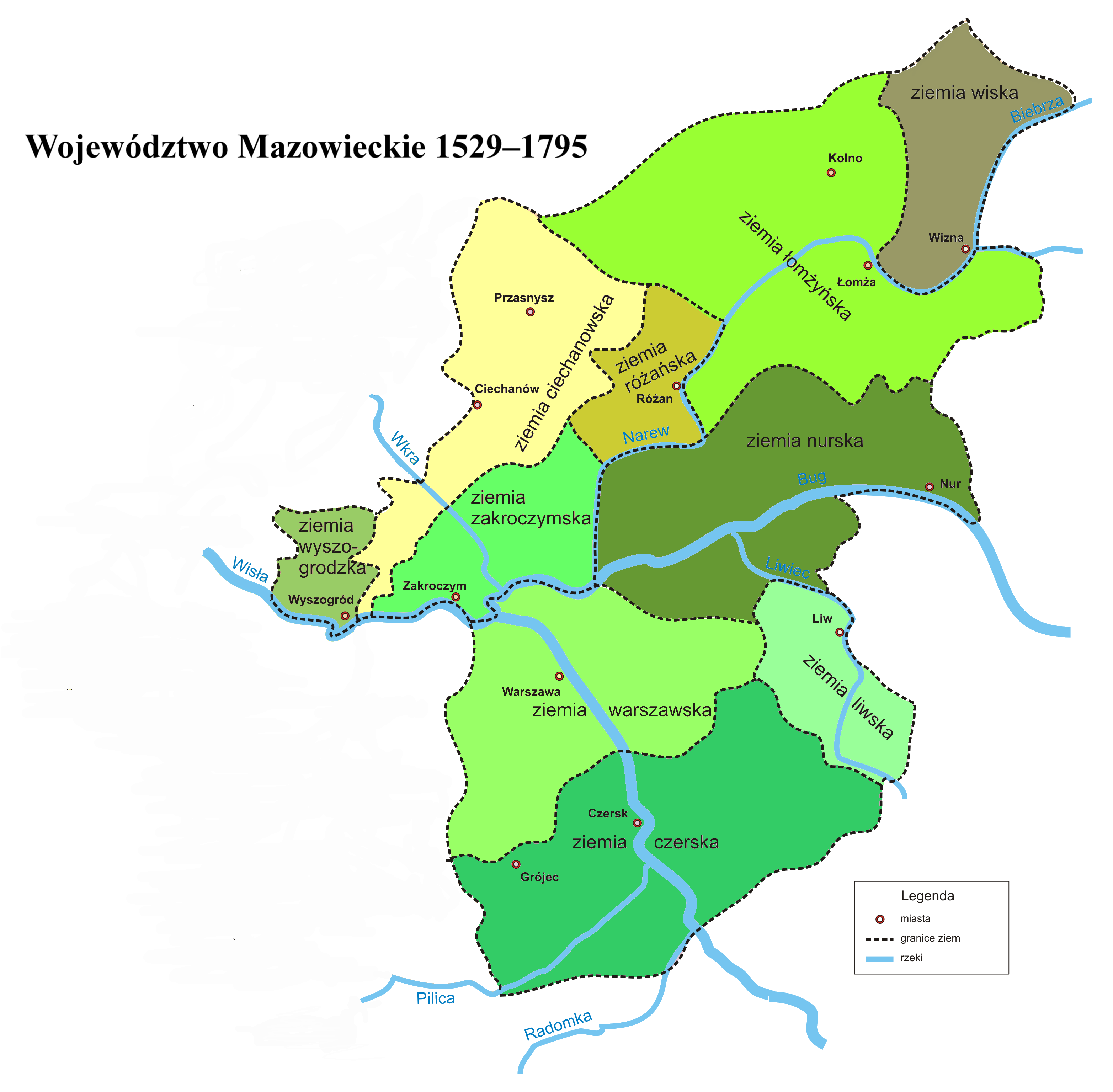
Ziemia liwska jako część województwa mazowieckiego w latach 1529-1795

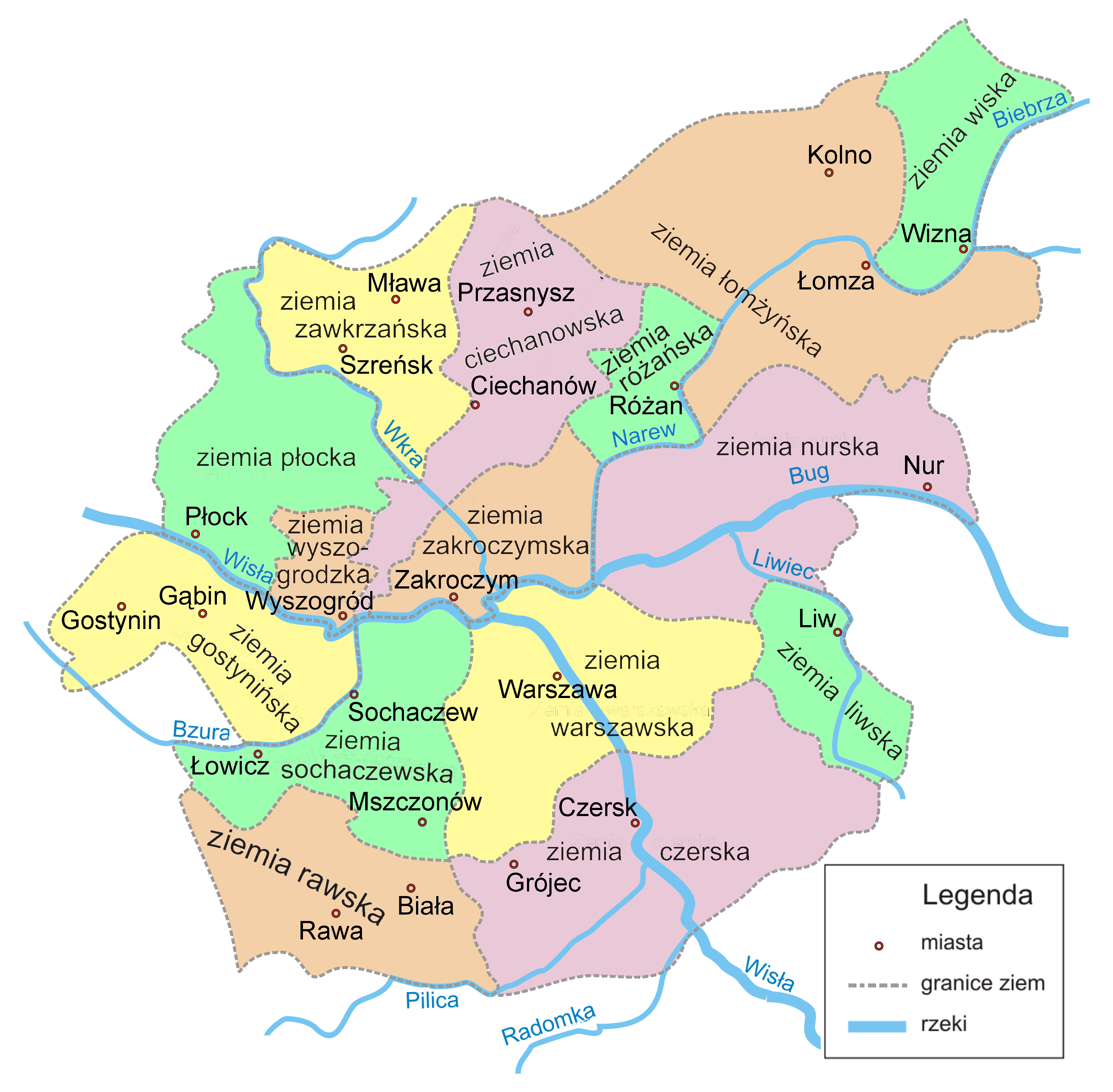
Ziemia liwska i inne ziemie Mazowsza (XIII–XVIII w.)

Ziemia liwska – ziemia województwa mazowieckiego po włączeniu Księstwa Mazowieckiego do I Rzeczypospolitej w 1526 roku, wcześniej ziemia Księstwa Mazowieckiego. Stolicą ziemi był Liw.

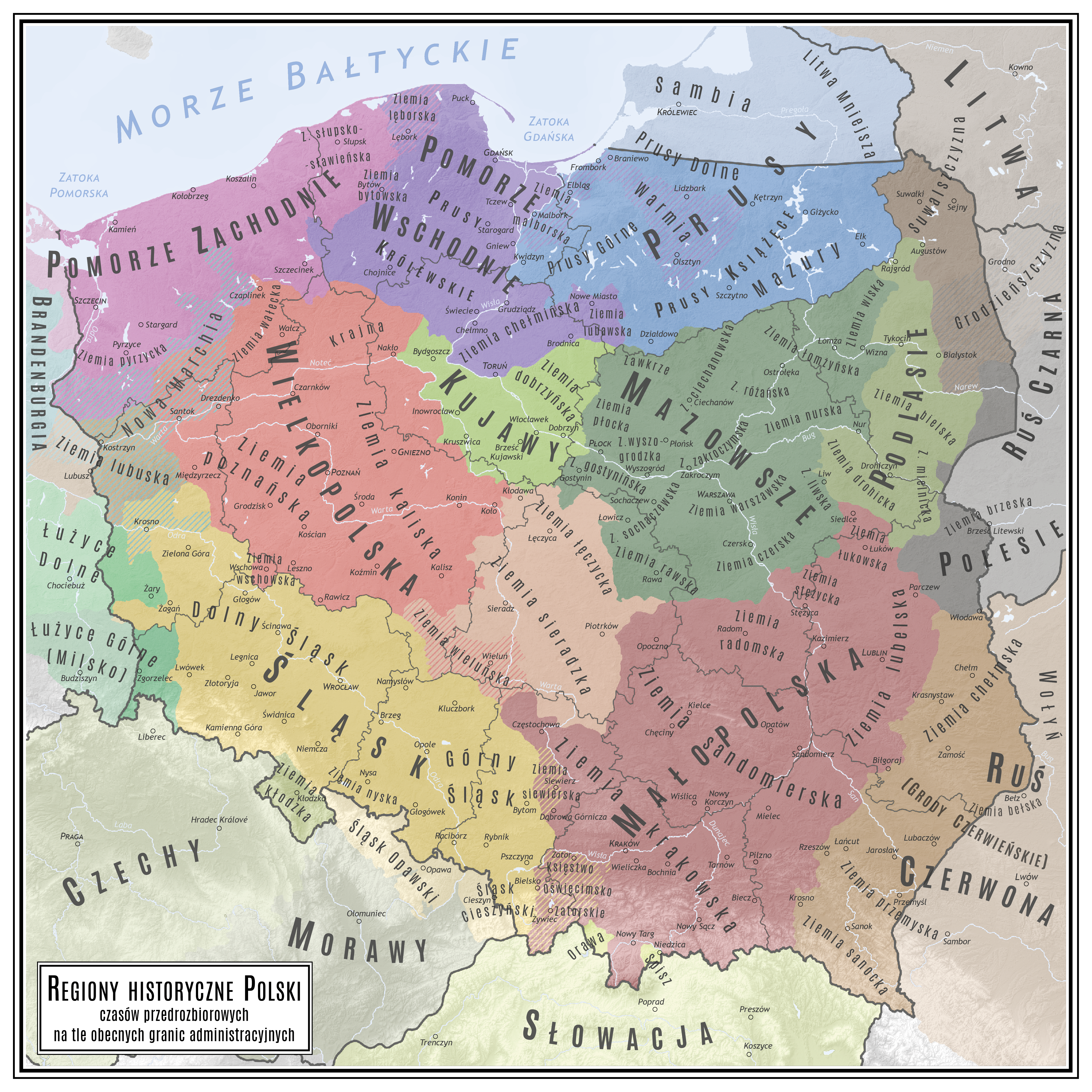
Ziemia liwska, Mazowsze i inne krainy historyczne Polski na tle współczesnych granic administracyjnych

Miała powierzchnię 1038 km², składała się z 1 powiatu liwskiego. Starostwo grodowe miała w Liwie, w obrębie ziemi istniało starostwo niegrodowe korytnickie. Sejmikowała w Liwie, wybierała 2 posłów na sejm walny i deputata na Trybunał Główny Koronny co piąty rok.

Herb ziemi liwskiej

Początkowo terytorium grodu liwskiego  (wczesnośredniowieczne  grodzisko  we  wsi  Grodzisk) związane z Mazowszem czerskim i diecezją poznańską prawdopodobnie już przed 1065 r. Gród liwski kontrolował drogę z Drohiczyna do Czerska. W 1304 r. okręg grodu liwskiego obejmował prawdopodobnie także dobra Dobrzyńce (potem Dobrzyniec) nad Świdrem, a zatem przynajmniej część prawobrzeżnej ziemi czerskiej. Ziemia liwska wyodrębniła się z dzielnicy (districtus) czerskiej. W 1311 r. terytorium prawdopodobnie włączone do dzielnicy czerskiej księcia mazowieckiego Trojdena I, który 1313 objął także dzielnicę warszawską. W 1524 roku wymieniona terra liwensis.
Ziemia liwska zajmowała w porządku hierarchicznym ziem Mazowsza miejsce za ziemią łomżyńską, jednak w przeciwieństwie do niej posiadała kasztelanię. Kasztelan liwski plasował się na ostatnim miejscu w starszeństwie, po ciechanowskim.
Pod względem przynależności do administracji kościelnej część północna ziemi należała do archidiakonatu pułtuskiego diecezji płockiej, a południowa – do archidiakonatu warszawskiego diecezji poznańskiej. 
W ziemi liwskiej leżały następujące ważniejsze miejscowości:
| - Węgrów - Kałuszyn - Dobre - Liw | - Korytnica - Grębków - Wierzbno |

Uporządkowano według liczby ludności. Pogrubiono nazwy miast.